# Coppa di Francia 1994 (ciclismo)
La Coppa di Francia di ciclismo 1994, terza edizione della competizione, si svolse dal 19 febbraio al 30 settembre 1994, in 13 eventi tutti facenti parte del circuito UCI. Fu vinta dal francese Ronan Pensec della Novemail-Histor, mentre il miglior team fu Castorama.

## Calendario
| Corsa | Data         | Evento                                  | Vincitore              | Squadra   |
| ----- | ------------ | --------------------------------------- | ---------------------- | --------- |
| 1     | 19 febbraio  | Tour du Haut-Var (1994)                 | Laurent Brochard       | Castorama |
| 2     | 20 marzo     | Cholet-Pays de Loire (1994)             | Laurent Madouas        | Castorama |
| 3     | 3 aprile     | Grand Prix de la Ville de Rennes (1994) | Gilles Delion          | Castorama |
| 4     | 5 aprile     | Parigi-Camembert (1994)                 | Armand de Las Cuevas   | Castorama |
| 5     | 7 aprile     | Grand Prix de Denain (1994)             | Jans Koerts            | Festina   |
| 6     | 24 aprile    | Tour de Vendée (1994)                   | Patrick Van Roosbroeck | Trident   |
| 7     | 21 maggio    | Classique des Alpes (1994)              | Oliverio Rincón        | Once      |
| 8     | 28 maggio    | À travers le Morbihan (1994)            | Peter De Clercq        | Lotto     |
| 9     | 23 agosto    | Grand Prix de Ouest-France (1994)       | Andrej Čmil            | Lotto     |
| 10    | 4 settembre  | Trophée des Grimpeurs (1994)            | Richard Virenque       | Festina   |
| 11    | 11 settembre | Grand Prix de Fourmies (1994)           | Andrea Tafi            | Mapei     |
| 12    | 18 settembre | Grand Prix d'Isbergues (1994)           | Wilfried Nelissen      | Novemail  |
| 13    | 30 settembre | Parigi-Bourges (1994)                   | Lars Michaelsen        | Catavana  |